# Bambufikus
Bambufikus (Ficus binnendijkii) är en mullbärsväxtart som först beskrevs av Friedrich Anton Wilhelm Miquel, och fick sitt nu gällande namn av Friedrich Anton Wilhelm Miquel. Bambufikus ingår i släktet fikonsläktet, och familjen mullbärsväxter. Inga underarter finns listade i Catalogue of Life. Bambufikus odlas som krukväxt. De två sorterna är 'Alii' och 'Amstel Queen'.

## Bildgalleri

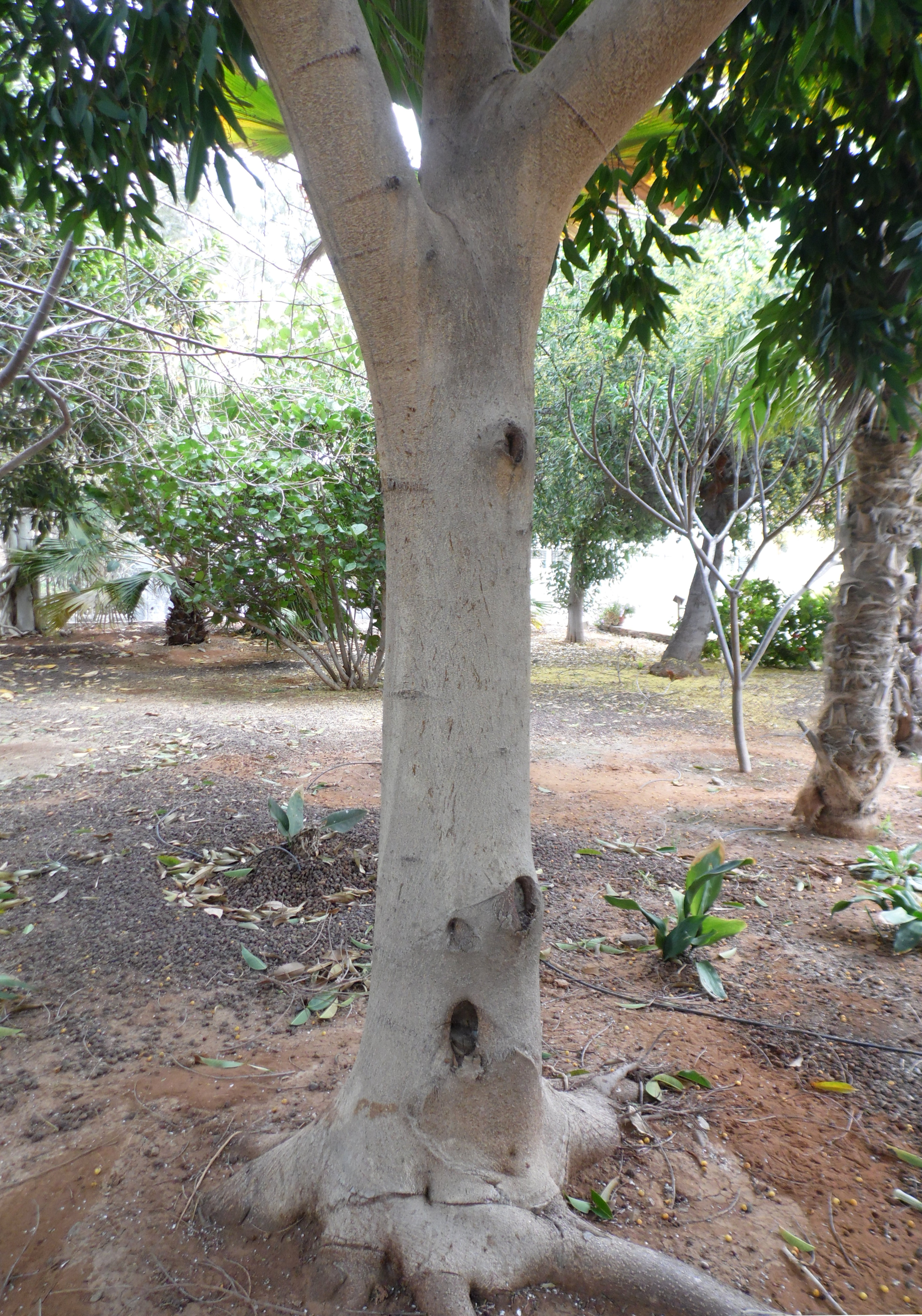
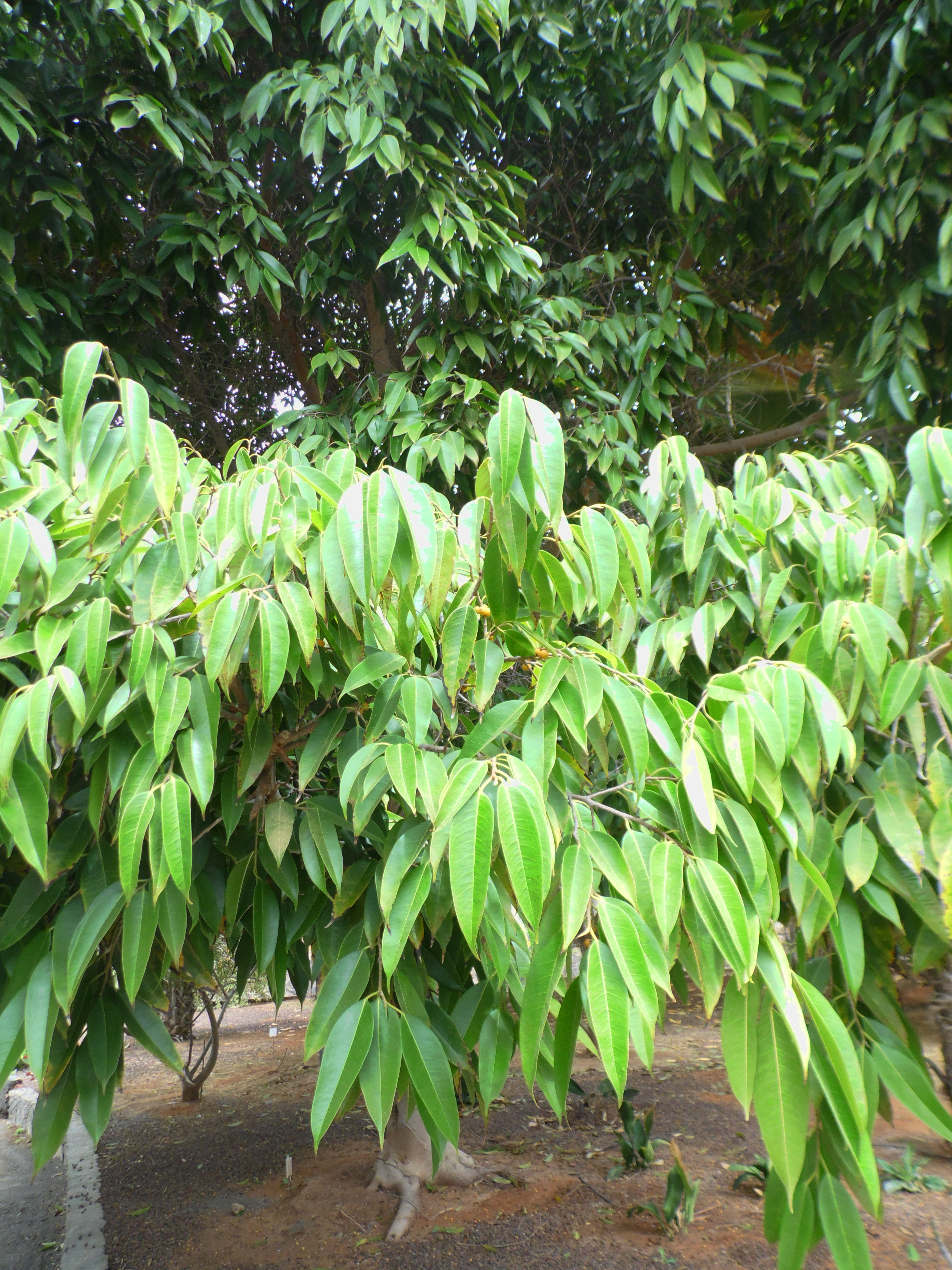
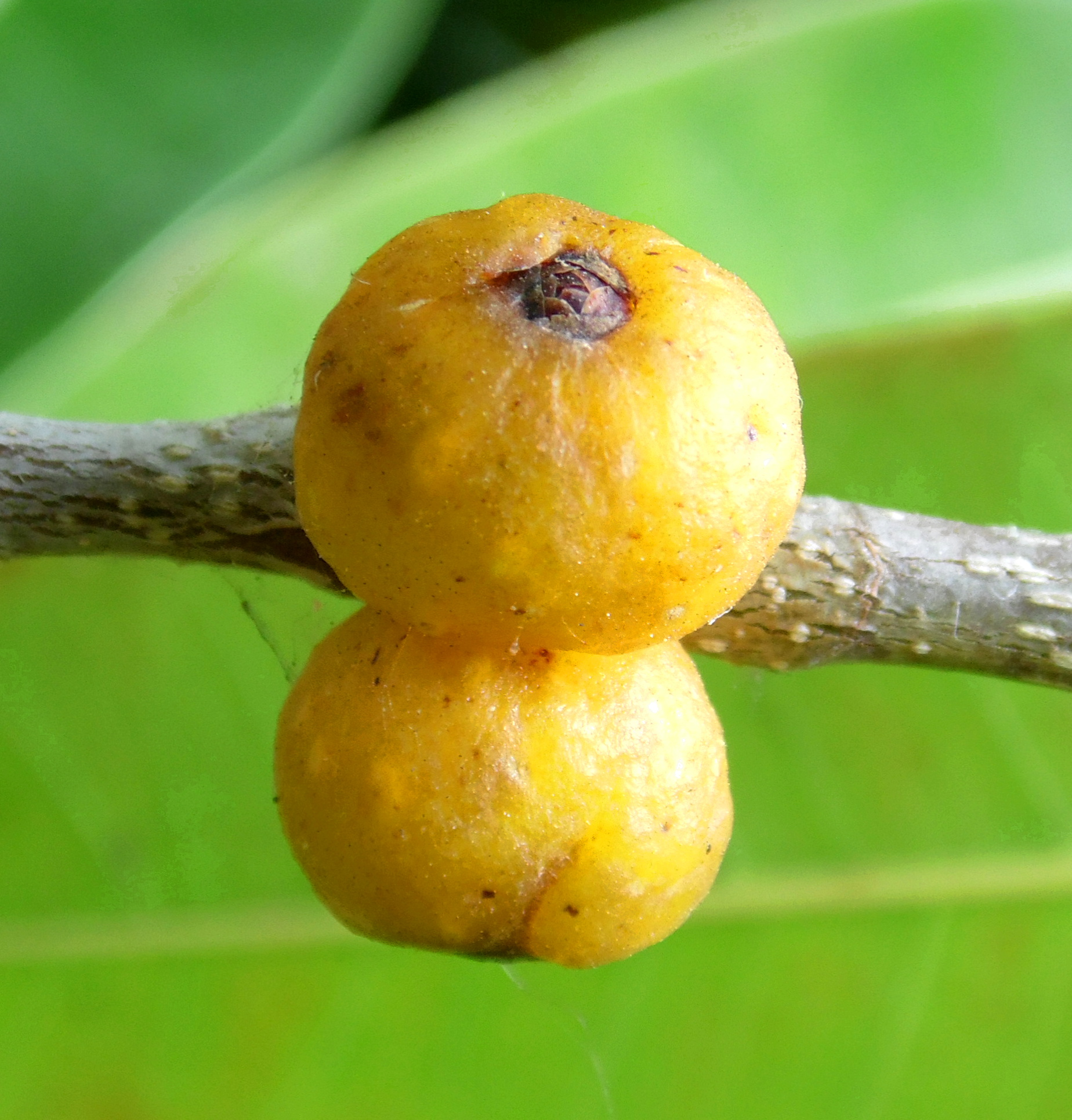
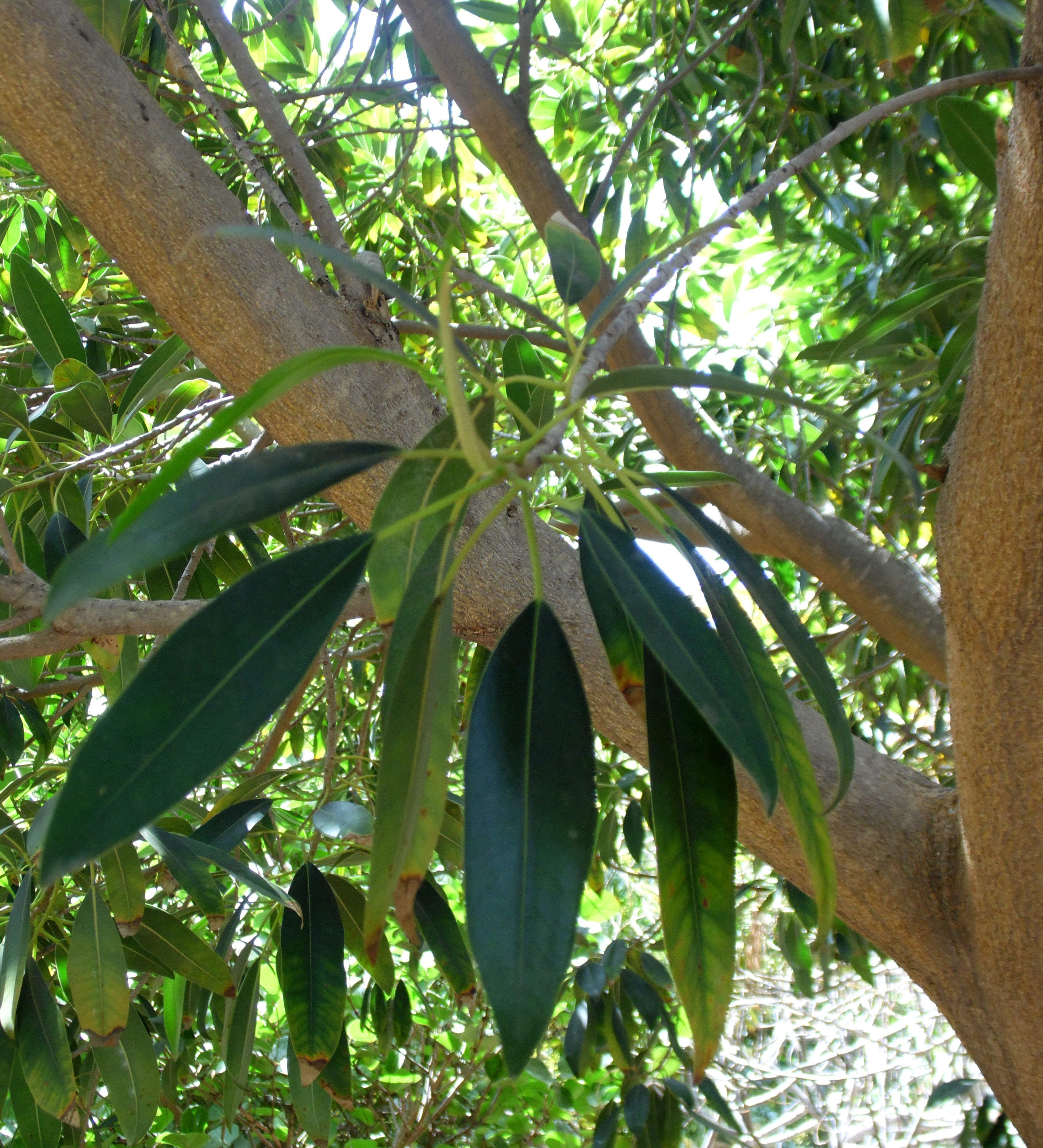